# Sabbatai Zvi
Sabbatai Zvi (hebreiska: שַׁבְּתַי צְבִי), född 22 juli 1626, död 30 september 1676, var en turkisk jude, rabbin och kabbalist som utgav sig   1648 i Smyrna  för att vara den Messias som judarna väntade på.
Han fick på kort tid en stor mängd anhängare över hela Europa. Samma år bröt en serie pogromer ut, ledda av den ukrainske kosacken Bogdan Chmelnytskyj, vilket resulterade flera blodbad i Polsk-litauiska samväldet. (se även: Karl X Gustavs polska krig) Under de kommande tio åren mördades uppskattningsvis 100 000 - 300 000 judar i Östeuropa. Denna mänskliga katastrof kan ha lett till den messianska febern och det faktum att många judar bekände Sabbatai som Messias. I Avignon förberedde sig judarna att emigrera. Judar inom alla religiösa samt samhällsskikt drabbades av hysterin kring Zvi eftersom de trodde att det bara var bara en fråga om dagar till dess han skulle rädda dem. Hans fru Sarah spelade en inte oviktig roll. Zvis familj var ashkenazer och kom från olika delar av östra Europa - Grekland, Litauen och Osmanska imperiet.
Zvi var en karismatisk frontfigur som kunde attrahera de stora massornas uppmärksamhet. Hans predikningar nådde många, även bildade såsom Isaac Aboab da Fonseca, Moses Raphael de Aguilar, Moses Galante, Moses Zacuto, och Hayyim Benveniste. Som pådrivare i bakgrunden fanns Nathan från Gaza (Nathan Benjamin ben Elisha ha-Levi Ghazzati), som hade haft en drömvision om Zvis messianska kallelse och som därför började att profetera om visionen inför andra. Nathan agerade sålunda som Sabbatai Zvis profet.
Engagemanget avstannade då Zvi arresterades av den osmanske sultanen och ställdes inför valet att konvertera till islam eller att brännas på bål. Zvi valde det förra och antog sålunda islam. Detta dämpade något hysterin kring honom som person.
Rörelsen finns fortfarande kvar, dels som underjordisk rörelse inom islam, dels som neo-shabattaianer, i väst med Donmeh-west som största grupp. Dönmeh är den turkiska termen för dessa och andra konvertiter, själva kallar de sig ma'aminim.